# Nitrosylchlorid
Nitrosylchlorid (NOCl) ist das Säurechlorid der Salpetrigen Säure HNO2. Es ist ein Nebenprodukt bei der Bildung von Königswasser. Die gleichzeitig entstehenden Chlorradikale vermögen die Edelmetalle Gold und Platin zu Tetrachlorogoldsäure bzw. Hexachloridoplatinsäure zu oxidieren.

## Herstellung
In Königswasser, einer Mischung von konzentrierter Salpetersäure und konzentrierter Salzsäure im Verhältnis 1:3, entsteht neben aktivem Chlor auch Nitrosylchlorid, diese beiden Spezies sind für die im Vergleich zu den reinen Säuren deutlich gesteigerte Aggressivität der frisch angesetzten Mischung verantwortlich:
{\displaystyle \mathrm {HNO_{3}+3\ HCl\longrightarrow \ NOCl+2\ Cl_{nasc.}+2\ H_{2}O} }
Zur Reindarstellung im Labor verwendet man einerseits die Reaktion von frischem Nitrosylhydrogensulfat mit wasserfreiem Natriumchlorid:
{\displaystyle \mathrm {HSO_{3}ONO+NaCl\longrightarrow NOCl+NaHSO_{4}} }
Andererseits erhält man es auch durch Einleitung von Stickstoffdioxid in eine Säule mit feuchtem Kaliumchlorid:
{\displaystyle \mathrm {KCl+2\ NO_{2}\longrightarrow KNO_{3}+NOCl} }
Zudem kann zur Herstellung auch Chlor bei −50 °C mit Stickstoffmonoxid gesättigt werden
{\displaystyle \mathrm {2\ NO+Cl_{2}\longrightarrow 2\ NOCl} }
oder Natriumnitrit mit Chlorwasserstoff zur Reaktion gebracht werden.
{\displaystyle \mathrm {NaNO_{2}+2\ HCl\longrightarrow NOCl+NaCl+H_{2}O} }
In der Industrie wird Nitrosylchlorid durch Oxidation von Ammoniak zu Stickoxiden und anschließende Reaktion mit Schwefelsäure zu Nitrosylschwefelsäure umgesetzt. Diese wird mit Salzsäure zu Nitrosylchlorid umgewandelt.
{\displaystyle \mathrm {NH_{3}+Luft\longrightarrow Stickoxide} }
{\displaystyle \mathrm {Stickoxide+H_{2}SO_{4}\longrightarrow NO^{+}HSO_{4}^{-}} }
{\displaystyle \mathrm {NO^{+}HSO_{4}^{-}+HCl\longrightarrow NOCl} }

## Eigenschaften
Nitrosylchlorid ist ein lichtempfindliches orangegelbes Gas bzw. eine gelbrote Flüssigkeit. Mit Wasser reagiert es zu HCl, HNO3, HNO2 und NO. Es wirkt stark oxidierend, korrosiv und greift in flüssiger Form die Haut sehr stark an.

## Trivia
Im Film „Alien“ gelingt es Ripley durch Freisetzung von Nitrosylchlorid das Alien außer Gefecht zu setzen und durch eine Luftschleuse in den Weltraum zu befördern.